# 老鼠也移民
《老鼠也移民》（英語：An American Tail）是1986年的一部美國冒險家庭音樂戲劇動畫電影，由動畫師唐·布鲁斯執導，苏利文-布鲁斯工作室（Sullivan Bluth Studios）及安培林娛樂（Amblin Entertainment）製作。描述小老鼠偉福跟隨他的家人從帝俄當時所統治的烏克蘭境內移民到美國，但途中失散，尋找方法找回家人的故事。電影於1986年11月21日上映。其後相繼發佈三部電影（分別於1991年、1998年、1999年）、一套電視動畫（1999年），及兩部遊戲。

## 大綱
在1885年，俄羅斯當時所統治的烏克蘭境內紹斯特卡市鎮，一個猶太老鼠家庭—Mousekewitze家族，因為哥薩克人的軍隊及他們所飼養的貓摧毀他們的聚居處，而決定移民到美國，深信美國是沒有貓的新世界。在航行中，年幼的兒子—偉福因暴風雨中而從船上掉下海，與家人失散。他的家人黯然地到達美國，深信已失去他們的兒子。
然而，偉福從一個瓶子飄浮到美國，受一隻法國鴿—亨利所鼓勵，著手尋找他的家人。他遇到騙子老鼠華倫，在偉福相信華倫能幫助他尋找家人，卻被賣到血汗工廠。他與一隻在城市環境中有巧妙生存能力的意大利老鼠—東尼一同逃脫，然後與愛爾蘭老鼠—畢奇一同喚起同胞站起來對抗貓。這時有一群名Mott Street Maulers的貓眾攻擊老鼠市場，移民的老鼠都得知，沒有貓的國家這個傳言是錯誤的。

## 登場人物
以下使用香港版之譯名。
偉福‧奇韋茲（Fievel Mousekewitz） 配音：Phillip Glasser
奇韋茲家族長子。好奇心旺盛，富有冒險精神的小老鼠。
在俄國乘搭船到美國的途中，因發生風暴而從船上掉下海。風暴結束後從海上飄流至美國自由神像，被白鴿亨利救下。
期後在尋找家人的途中被華倫賣至工廠，認識東尼。被東尼改名為威利（Philly），其後從工廠逃走成功。
丹霞‧奇韋茲（Tanya Mousekewitz）配音：Amy Green／Betsy Cathcart（歌）
奇韋茲家族長女，偉福的姐姐。性格樂觀開朗，她認為弟弟從船上丟下海後依然活著，並會到達美國。
在入境處中被改名天妮（Tillie），被安排住在埃利斯島（Ellis Island）的城堡花園（Castle Garden）。
爸爸（Papa Mousekewitz） 配音：Nehemiah Persoff
偉福三姊弟的爸爸。經常在家中演奏小提琴與給小孩說故事。
媽媽（Mama Mousekewitz） 配音：Erica Yohn
偉福三姊弟的媽媽。
雅莎‧奇韋茲（Yasha Mousekewitz）
奇韋茲家族次女。嬰兒。
東尼（Tony Toponi） 配音：Pat Musick
偉福在工廠認識的老鼠。對畢奇一見鍾情。
畢奇（Bridget） 配音： Cathianne Blore
宣揚反貓的雌性老鼠，對東尼一見鍾情
阿莊（Honest John） 配音： Neil Ross
經常在薩瑪利會堂的老鼠，政治家
吉絲（Gussie Mausheimer） 配音：Madeline Kahn
紐約最有錢的老鼠
亨利（Henri） 配音： Christopher Plummer
住在自由神像的白鴿。
泰加（Tiger） 配音：Dom DeLuise
貓，但不食老鼠食齋。十份肥的貓貓，與偉福成為好友。
華倫（Warren T. Rat） 配音：John P. Finnegan
表面上是老鼠，而實際上是貓所假扮而成，是在紐約市進行恐嚇老鼠活動的貓眾—Mott Street Maulers的老大。
偶然會把一些無家可歸的老鼠賣給其他人（如阿麥）工作，但薪金由牠接收。
吉斯（Digit） 配音：Will Ryan
蟑螂。華倫的手下，算術奇差。
阿麥（Moe） 配音：Hal Smith

## 音樂
《Somewhere Out There（在某處的那兒）》
音樂：James Horner 、 Barry Mann
歌詞：Cynthia Weil
演出：Betsy Cathcare、Philip Glasser (丹霞、偉福)
《Stars and Stripes Forever（永遠星條旗）》
音樂：John Philip Sousa (uncredited)
演出：H. M. Royal Marines
指揮： Lt. Col. G.A.C. Hoskins, R.M.
Courtesy of Angel Records/EMI Records, Ltd.
《There Are No Cats in America（美國沒貓兒）》
音樂：James Horner、Barry Mann
歌詞：Cynthia Weil
演出：Nehemiah Persoff, Johnny Guarnieri and Warren Hays（爸爸、意大利移民客、失去愛人的移民客）
《Never Say Never（絕不說永遠）》
音樂：James Horner、Barry Mann
歌詞：by Cynthia Weil
演出：Christopher Plummer、Phillip Glasser（亨利、偉福）
《A Duo（二人組）》
音樂：James Horner、Barry Mann
歌詞：Cynthia Weil
演出：Dom DeLuise、Phillip Glasser（泰加、偉福）
《Somewhere Out There》（結幕版）
演出：Linda Ronstadt and James Ingram(琳達·朗絲黛、詹姆士·殷格朗)
製作：Peter Asher
Linda Ronstadt's performance courtesy of Elektra/Asylum Records
James Ingram's performance courtesy of Qwest Records Inc.
《Poor Wand'ring One》
from "The Pirates of Penzance"
歌詞：William S. Gilbert
音樂：Arthur Sullivan

## 外部連結
- The Official American Tail Site （页面存档备份，存于）
- 互联网电影数据库（IMDb）上《老鼠也移民》的资料（英文）
- 豆瓣电影上《老鼠也移民》的資料 （简体中文）
- 爛番茄上《老鼠也移民》的資料（英文）
- Box Office Mojo上《老鼠也移民》的資料（英文）